# Novica Vuković
Novica Vuković (montenegrinisch-kyrillisch: Новица Вуковић) ist ein montenegrinischer Hochschullehrer für Elektrotechnik und Politiker der Bewegung Europa jetzt! PES! (Pokret Evropa sad!), der seit 2023 im Kabinett von Ministerpräsident Milojko Spajić Finanzminister ist.

## Leben
Novica Vuković absolvierte nach dem Schulbesuch ein Studium an der Fakultät für Wirtschaftswissenschaften der Universität Montenegro mit den Schwerpunkten Finanzen und Bankwesen. Des Weiteren absolvierte er ein Aufbaustudium mit dem Schwerpunkt Organisationsmanagement und befasste sich mit der Umstrukturierung öffentlicher Unternehmen, dem Management organisatorischer Veränderungen sowie dem Management von Krisensituationen. Im Anschluss war er von 2004 bis 2001 Mitarbeiter der NLB Banka Podgorica, die zur slowenischen NLB Bank Gruppe (Nova Ljubljanska banka) gehört. Dort befasste er sich mit der Verwaltung von Bankaktiva und -verbindlichkeiten, Finanzmarktoperationen und Treasury-Operationen und beteiligte sich an bedeutenden Projekten, darunter der Implementierung und Einführung des Zahlungsverkehrs in Geschäftsbanken, mit dem Ziel, den Bankensektor zu stärken und den Zahlungsverkehr zu transformieren. Er war auch Mitglied des Teams im Prozess der Fusion der Komercijalna banka mit der NLB Bank und arbeitete auch am Unterstützungsprogramm der Europäischen Bank für Wiederaufbau und Entwicklung (EBRD) und NLB banka für das Projekt „Frauen in Unternehmen“ (Žene u biznisu).
Er war zeitweise Vertreter der Regierung Montenegros im Kommissarrat der Gemeinde Tivat und dort für Zwangsverwaltung zuständig. Er fungierte zwischen Oktober 2021 und Oktober 2022 als Generaldirektor der Staatskassendirektion des Finanzministeriums und setzte daraufhin seine berufliche Laufbahn in der Privatwirtschaft fort.
Im Kabinett von Ministerpräsident Milojko Spajić, der 44. Regierung Montenegros, wurde Vuković am 31. Oktober 2023 Finanzminister (Ministar finansija). Dem Kabinett gehören unter anderem Aleksa Bečić, Momo Koprivica, Srđan Pavićević, Nik Gjeloshaj und Dragoslav Šćekić als stellvertretende Ministerpräsidenten für bestimmte Schwerpunktthemen an. In das Kabinett wurden darüber hinaus Filip Ivanović als Außenminister, Dragan Krapović als Verteidigungsminister sowie Danilo Šaranović als Innenminister sowie Novica Vuković als Finanzminister berufen. Staatssekretärinnen im Finanzministerium sind Bojana Bošković und Jovana Nišavić.